# Egbert von Frankenberg
Jobst-Egbert von Frankenberg und Proschlitz (* 5. August 1967 in Hamburg) ist ein Hamburger Politiker (CDU).

## Leben
Egbert von Frankenberg verließ das Wirtschaftsgymnasium City-Nord mit dem Abitur. Anschließend leistete er seinen Wehrdienst ab und studierte. Er ist als Lehrer tätig.
Er ist verheiratet und hat zwei Töchter.

## Politik
Frankenberg trat 1983 in die CDU ein. Er war Mitglied im Ortsausschuss Walddörfer und in der Bezirksversammlung Hamburg-Wandsbek und ist Landesvorsitzender der CDA-Hamburg (CDU-Sozialausschüsse). 
Von März 2004 bis Februar 2011 war er Mitglied der Bürgerschaft der Freien und Hansestadt Hamburg und ab 2008 Mitglied des Sozial-, des Schul- und des Familien-, Kinder- und Jugendausschusses. Darüber hinaus gehörte er de Sonderausschuss „Vernachlässigte Kinder“ und der Enquete-Kommission Schulentwicklung an. 
Im Februar 2008 konnte er bei der Bürgerschaftswahl nicht über die Landesliste als Abgeordneter in die Hamburgische Bürgerschaft einziehen, wurde aber am 12. März für einen Senator nachberufen. Für seine Fraktion saß er wieder im Familien-, Kinder- und Jugendausschuss, im Schulausschuss und Sozial- und Gleichstellungsausschuss. Zudem war er in dieser Wahlperiode als Fachsprecher für die Bereiche Soziales, Senioren und Alte Menschen, Behindertenpolitik sowie Migration, Flüchtlinge und Ausländer tätig.
Bei der Bürgerschaftswahl am 20. Februar 2011 konnte er nicht ausreichend Personenstimmen gewinnen, um wieder in die Bürgerschaft einzuziehen.
| Personendaten    | Personendaten                                                     |
| ---------------- | ----------------------------------------------------------------- |
| NAME             | Frankenberg, Egbert von                                           |
| ALTERNATIVNAMEN  | Frankenberg und Proschlitz, Jobst-Egbert von (vollständiger Name) |
| KURZBESCHREIBUNG | deutscher Politiker (CDU), MdHB                                   |
| GEBURTSDATUM     | 5. August 1967                                                    |
| GEBURTSORT       | Hamburg                                                           |